# 珍妮麗亞·狄索薩
珍妮麗亞·狄索薩（英語：Genelia D'Souza，1987年8月5日—），印度女演员，主要出現在寶萊塢和南印度電影。在2003年正式出道以前，她因和巨星阿米塔布·巴沙坎拍摄的广告而走紅。狄索薩之后較成功的電影包括：《Bommarillu》、《Tujhe Meri Kasam》和《Jaane Tu... Ya Jaane Na》等。
她的丈夫是同为演员的列特·狄舒穆（Ritesh Deshmukh），两人共育有两个儿子。

## 外部連結
- 珍妮麗亞·狄索薩在互联网电影资料库（IMDb）上的資料（英文）